# Anna Dimander
Anna Dimander, född Berg 1713, död 8 november 1792 i Jakob och Johannes församling, Stockholm, var en svensk tobaksfabrikör. 
Hon var först gift med tobaksfabrikören Anders Fris, som avled 1748, och från 1750 med tobaksfabrikören Anders Dimander (1717–1767). Vid sin makes död 1767 övertog hon hans tobaksfabrik. Hon drev rörelsen med framgång och utvidgade den med ett äldre tobaksspinneriprivilegium. 
Hon avslutade sin verksamhet år 1788, när hon genom ett gåvobrev skänkte sin verksamhet till sina barn Carl Magnus Fris (1743–1807), Petter Dimander Frisson (1746–1789) och Maria Christina  Dimander, av vilka sönerna var födda i första giftet. Det nya tobaksbolaget drevs som en familjefirma och fick namnet Anna Dimander & son; det var 1795–1810 Sveriges största tobaksfabrik.